# クラーモント男爵
クラーモント男爵（クラーモントだんしゃく、英: Baron Clermont）は、イギリス貴族の爵位。アイルランド貴族として3度、連合王国貴族として1度創設され、いずれも廃絶している。

## 歴史
アイルランド王国の政治家トマス・フォーテスキュー(1683–1769)の息子で同じく政治家のウィリアム・ヘンリー・フォーテスキュー(1722–1806)は1770年5月26日にアイルランド貴族であるラウス県クラーモントのクラーモント男爵（第1期）に、1776年7月23日にラウス県クラーモントのクラーモント男爵（第2期）とクラーモント子爵に、1777年2月10日にラウス県におけるクラーモント伯爵に叙された。このうち、第1期のクラーモント男爵とクラーモント伯爵位は通常通り男系男子のみ継承でき、第2期のクラーモント男爵とクラーモント子爵位は特別残余権（special remainder）が規定され、ウィリアム・ヘンリー・フォーテスキューの男系子孫が断絶した場合は弟ジェームズ・フォーテスキュー(1725–1782)およびその男系子孫が継承できるとした。そして、初代伯爵が死去すると、男系男子のみ継承できる爵位は廃絶、それ以外は特別残余権に基づきジェームズ・フォーテスキューの次男ウィリアム・チャールズ・フォーテスキュー(1764–1829)が継承した。ウィリアム・チャールズ・フォーテスキューも政治家であり、アイルランド庶民院議員と連合王国庶民院議員を務めたが、生涯未婚のまま死去すると爵位は廃絶した。
前述のトマス・フォーテスキューの伯父の来孫にあたるトマス・フォーテスキュー(1815–1887)は庶民院議員を務めたのち、1852年2月11日にアイルランド貴族であるラウス県ドロミスケンにおけるクラーモント男爵に叙された。1800年合同法に基づき、アイルランド貴族爵位の創設には爵位3つの廃絶が必要であり、このクラーモント男爵位はランクリフ男爵、ニュージェント男爵、ロスコモン伯爵の廃絶を爵位創設の根拠とした。また、この爵位には特別残余権（special remainder）が定められ、初代男爵の男系男子が断絶した場合はその弟チチェスター・パーキンソン＝フォーテスキュー(1823–1898)およびその男系子孫が継承できるとした。トマス・フォーテスキューは1866年5月2日に連合王国貴族であるラウス県クラーモント・パークにおけるクラーモント男爵にも叙され、この爵位は特別残余権が定められなかった。
トマス・フォーテスキューが死去すると、第4期のクラーモント男爵位は廃絶、第3期のクラーモント男爵位は特別残余権に基づきチチェスター・パーキンソン＝フォーテスキューが継承した。チチェスターは自由党、のち自由統一党所属の政治家であり、アイルランド主席政務官、商務庁長官、王璽尚書、枢密院議長を歴任して、1874年2月28日に連合王国貴族であるラウス県カーリングフォードにおけるカーリングフォード男爵に叙されたが、彼にも息子がおらず、その死をもってすべての爵位が廃絶した。

## クラーモント男爵（1852年）
- 初代クラーモント男爵トマス・フォーテスキュー（1815年 – 1887年）
- 第2代クラーモント男爵チチェスター・サミュエル・パーキンソン＝フォーテスキュー（1823年 – 1898年）
  - 1874年、連合王国貴族のカーリングフォード男爵に叙爵

## クラーモント男爵（1866年）
- 初代クラーモント男爵トマス・フォーテスキュー（1815年 – 1887年）